# (4865) Sor
(4865) Sor és un asteroide descobert el 18 d'octubre de 1988 per Tsutomu Seki a l'observatori de Geisei, a l'illa de Shikoku, al Japó. La designació provisional que va rebre era 1988 UJ. Com alguns altres descoberts pel mateix astrònom, l'asteroide porta un nom relacionat amb la guitarra clàssica. En aquest cas està dedicat al cèlebre intèrpret català d'aquest instrument, el barceloní Ferran Sor i Muntades (1778-1839).